# Hoàng Khai
Hoàng Khai là một xã thuộc huyện Yên Sơn, tỉnh Tuyên Quang, Việt Nam.
Xã Hoàng Khai có diện tích 12,27 km², dân số năm 1999 là 3.724 người, mật độ dân số đạt 304 người/km².